# Ķ
Ķ (hoofdletter) of ķ (kleine letter) (k-cedille) is een letter die wordt gebruikt in het Lets sinds 1908. Ķ vormt de 17e letter in het Letse alfabet. Het is de stemloze variant van Ģģ.

## Uitspraak
- IPA: [c]?

## Unicode
In Unicode heeft Ķ de code U+0136 (in UTF-8: 0xC4 0xA2) in html: &#310 en ķ de code U+0137 (in UTF-8: 0xC4 0xA1) in html: &#311.